# Sibel Şimşek
Sibel Şimşek (Osmancık, 10 ottobre 1984) è un'ex sollevatrice turca medagliata mondiale e pluricampionessa europea che ha gareggiato nelle categorie dei pesi medi (fino a 63 kg.) e dei pesi massimi leggeri (fino a 69 kg.).

## Carriera
Nel 2004 Sibel Şimşek conquistò la medaglia d'oro nella categoria dei pesi massimi leggeri ai Campionati europei di Kiev con 247,5 kg. nel totale. Qualche mese dopo partecipò alle Olimpiadi di Atene 2004, non riuscendo però a classificarsi in quanto fallì i tre tentativi di ingresso nella prova di strappo.
Nei due anni successivi fu assente dalla scena internazionale, ritornando ad alti livelli in occasione dei Campionati europei di Strasburgo 2007, dove, dopo essere scesa alla categoria inferiore dei pesi medi, vinse la medaglia d'argento con 215 kg. nel totale.
Nel 2008 fu nuovamente medaglia d'argento ai Campionati europei di Lignano Sabbiadoro con 226 kg. nel totale.
L'anno seguente tornò a conquistare un titolo europeo, vincendo la medaglia d'oro ai Campionati europei di Bucarest con 236 kg. nel totale, e pochi mesi dopo ottenne anche la medaglia di bronzo ai Campionati mondiali di Goyang con 243 kg. nel totale.
Nel 2010 si confermò ai Campionati europei di Minsk, vincendo la medaglia d'oro con 244 kg. nel totale, mentre ai successivi Campionati mondiali di Antalya ottenne la medaglia d'argento con 241 kg. nel totale.
Nel 2011 non andò oltre la medaglia di bronzo ai Campionati europei di Kazan' con 238 kg. nel totale.
L'anno successivo conquistò il suo quarto titolo europeo, vincendo la medaglia d'oro ai Campionati europei di Antalya con 225 kg. nel totale, e qualche mese dopo prese parte alle Olimpiadi di Londra 2012, dove si classificò al 4º posto finale con 235 kg. nel totale, ma venendo poi squalificata per doping a seguito di controlli più accurati eseguiti alcuni anni dopo, che portarono alla squalifica anche della 1ª e della 2ª classificata della stessa competizione olimpica.